# Aulaconotus grammopterus
Aulaconotus grammopterus là một loài bọ cánh cứng trong họ Cerambycidae.